# Dušan Vemić
Dušan Vemić (ur. 17 czerwca 1976 w Zadarze) – serbski tenisista i trener tenisa, reprezentant w Pucharze Davisa, olimpijczyk.

## Kariera tenisowa
Jako zawodowy tenisista Vemić występował w latach 1995–2010.
W grze pojedynczej wygrał 1 turniej wchodzący w skład cyklu ATP Challenger Tour, w roku 1997 na nawierzchni ziemnej w Skopje.
W grze podwójnej Serb, oprócz zwycięstw w zawodach ATP Challenger Tour, jest dwukrotnym uczestnikiem finałów turniejów rangi ATP World Tour – Kitzbühel (sezon 1999 wspólnie z Álexem Calatravą) oraz Los Angeles (sezon 2008 w parze z Travisem Parrottem). Ponadto Serb jest półfinalistą deblowego Australian Open z 2010 roku, kiedy to razem z Ivo Karloviciem wyeliminowali m.in. rozstawiony z nr 3. duet Lukáš Dlouhý–Leander Paes. Drugi półfinał wielkoszlemowy osiągnął w 2008 roku, podczas Rolanda Garrosa, gdzie grając z tzw. dziką kartą w parze z Bruno Soaresem pokonali m.in. w 3 rundzie debel Jonatan Erlich–Andy Ram.
W latach 1996–2005 był reprezentantem Jugosławii (do roku 2003) oraz Serbii i Czarnogóry (do 2005) w Pucharze Davisa. Vemić rozegrał przez ten okres 29 meczów – 15 w singlu z których wygrał 11 pojedynków oraz 14 w deblu z których wygrał 9 meczów.
W 2000 roku zagrał na igrzyskach olimpijskich w Sydney, odpadając w 1 rundzie rywalizacji deblowej, w parze z Nenadem Zimonjiciem, z Arnaudem Clémentem i Nicolasem Escudé.
Najwyżej sklasyfikowany w rankingu singlistów był na 146. miejscu pod koniec lutego 2008 roku, natomiast w zestawieniu deblistów w połowie stycznia 2009 roku zajmował 31. pozycję.

### Finały w turniejach ATP World Tour
| Legenda                                      |
| -------------------------------------------- |
| Wielki Szlem                                 |
| Igrzyska olimpijskie                         |
| Tennis Masters Cup / ATP Finals              |
| ATP Masters Series / ATP Tour Masters 1000   |
| ATP International Series Gold / ATP Tour 500 |
| ATP International Series / ATP Tour 250      |

#### Gra podwójna (0–2)
| Końcowy wynik | Nr | Data             | Turniej     | Nawierzchnia | Partner        | Przeciwnicy                | Wynik finału        |
| ------------- | -- | ---------------- | ----------- | ------------ | -------------- | -------------------------- | ------------------- |
| Finalista     | 1. | 1 sierpnia 1999  | Kitzbühel   | Ceglana      | Álex Calatrava | Chris Haggard Peter Nyborg | 3:6, 7:6(4), 6:7(4) |
| Finalista     | 2. | 11 sierpnia 2008 | Los Angeles | Twarda       | Travis Parrott | Rohan Bopanna Eric Butorac | 6:7(5), 6:7(5)      |

## Kariera trenerska
Latem 2016 roku został trenerem deblistów Boba i Mike’a Bryanów.